# Топнеры
Топне́ры (чув. Тупнер) — деревня в Цивильском районе Чувашской Республики. Входит в состав Чиричкасинского сельского поселения.

## География
Находится в северной части Чувашии на расстоянии приблизительно 7 км на восток-юго-восток по прямой от районного центра города Цивильск.

## История
Известна с 1795 года как выселок (деревни Котякова, ныне в составе Топнеров) из 17 дворов. В 1886 году учтено 277 жителей, 1897—341 житель, 1926 — 87 дворов, 389 жителей, 1939—383 жителя, 1979—247. В 2002 году было 50 дворов, 2010 — 39 домохозяйств. В период коллективизации был организован колхоз «Боец», в 2010 году действовал СХПК «Рассвет».

## Население
Постоянное население составляло 103 человека (чуваши 99 %) в 2002 году, 85 в 2010.